# Acmaeodera angelica
Acmaeodera angelica  (лат.) — вид жуков-златок рода Acmaeodera из подсемейства Polycestinae (Acmaeoderini). Распространён в Новом Свете (США). Кормовым растением имаго являются Ceanothus sp. (Van Dyke 1942:101); Adenostoma fasciculatum, Fallugia paradoxa, Eriogonum fasciculatum, Lotus sp. (Westcott, et al. 1979: 171), а у личинок — Ceanothus intergerimunus, Ceanothus cuneatus, Eriodyction sp., Quercus douglasii, Toxicodendron diversifolia (Chamberlin 1926:11); Cercocarpus betuloides, Quercus californica (Beer 1944:106).
Вид был впервые описан в 1899 году биологом Генри Клинтоном Фоллом (Henry Clinton Fall).